# Техногенні родовища

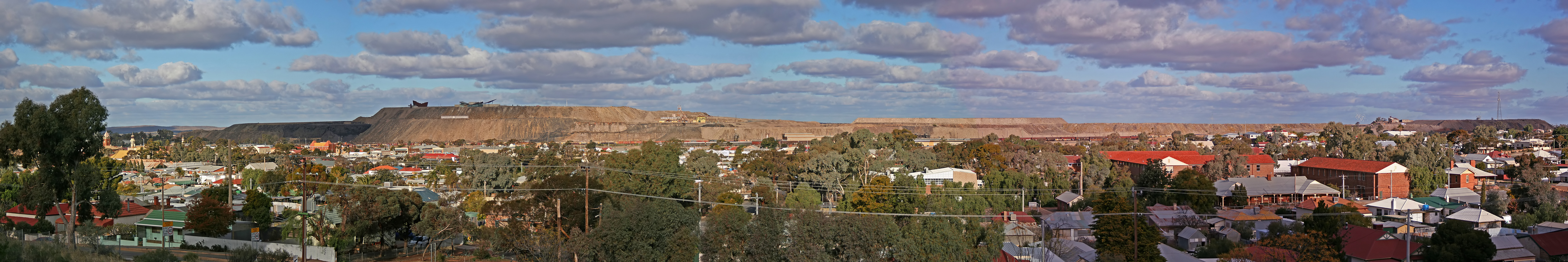
Відвали гірничодобувної промисловості в Брокен-Хілл (Австралія).

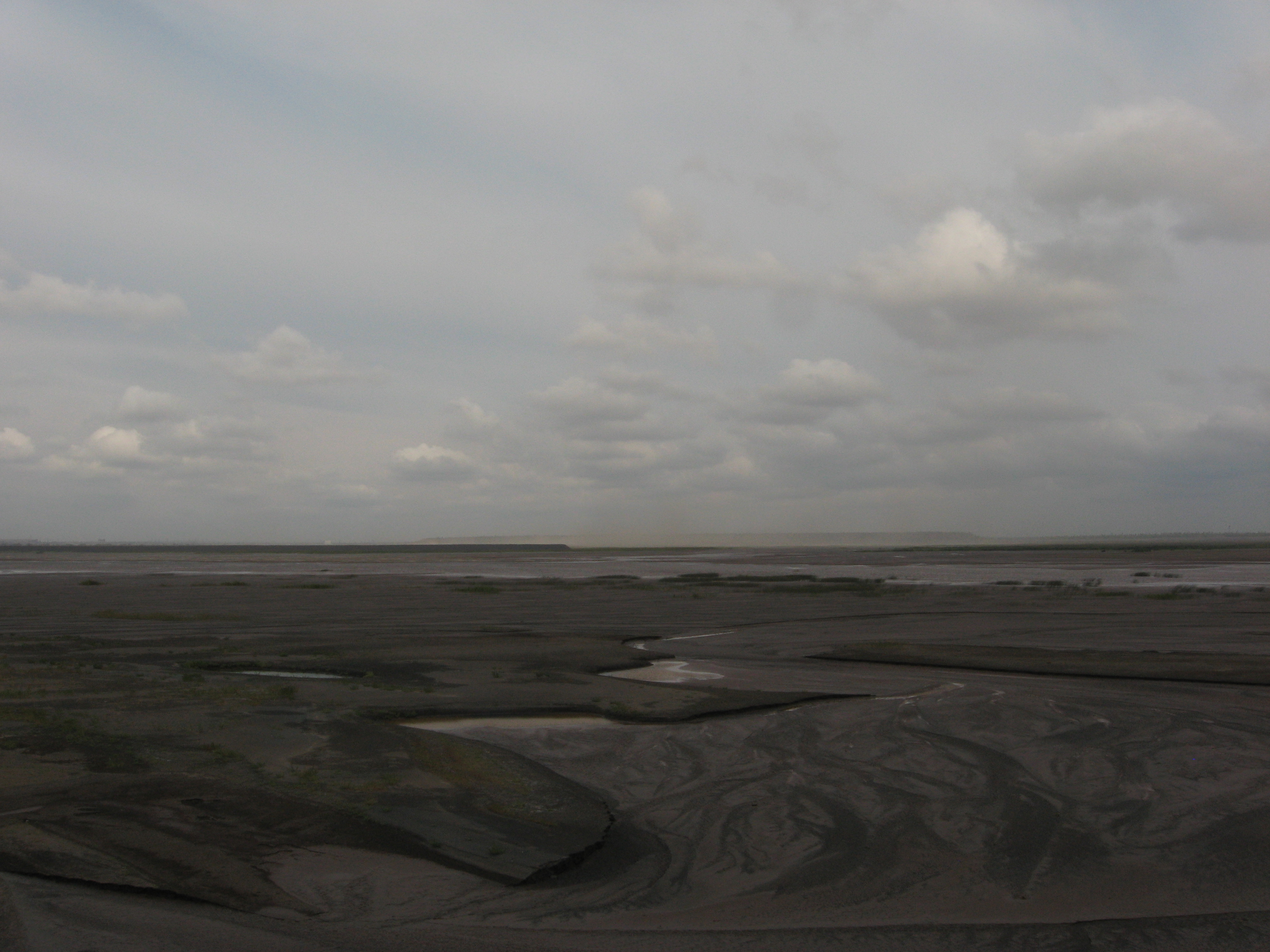
Хвостосховище поблизу селища Авангард, поруч з м. Кривий Ріг

Техноге́нні родо́вища кори́сних копа́лин (англ. technogenic deposits; нім. technogene Lagerstätten f pl) — це місця, де накопичилися відходи видобутку, збагачення та переробки мінеральної сировини, запаси яких оцінені і мають промислове значення. Такі родовища можуть виникнути також внаслідок втрат при зберіганні, транспортуванні та використанні продуктів переробки мінеральної сировини.

## Загальна характеристика
Техногенні родовища — скупчення мінеральних речовин на поверхні Землі або в гірничих виробках, які утворилися внаслідок їх виділення з масиву і складування у вигляді відходів гірничого, збагачувального, металургійного і інших виробництв і придатне за кількістю і якістю для пром. використання. До техногенних родовищ належать відвали процесу видобутку корисних копалин, хвостосховища збагачувальних фабрик, золо- і шлаковідвали ТЕЦ, складовані відходи металургійного та інших виробництв. Техногенні родовища — унікальне джерело численних рідкісних та розсіяних елементів. Наприклад, основне джерело для отримання ґерманію — золи ТЕЦ; ренію — пил випалення молібденових концентратів; селену і телуру — відходи переробки сульфідних мідних руд; кадмію, талію, індію — поліметалічних руд; ґалію — відходи переробки бокситів і нефелінів. Актуальність переробки техногенних родовищ зростає.

## Класифікація
За морфологією розрізняють:
- Родовиша насипні:
  - терикони вугільних шахт і розрізів;
  - відвали рудників і кар'єрів руд кольорових і чорних металів;
  - техногенні розсипи, які утворюються при розробці розсипних родовищ і відходів золоторудних фабрик;
  - шлаковідвали кольорової і чорної металургії.
- Родовища наливні:
  - шламовідстійники та мулонакопичувачі (хвостосховища) рудних та вугільних збагачувальних фабрик;
  - шламовідвали кольорової і чорної металургії;
  - золовідвали і шлаковідвали енергетичного комплексу;
  - шламовідвали хімічних виробництв.

За складом розрізняють:
- Породні техногенні родовища гірничодобувної промисловості (природні гірські породи представлені брилощебеневим матеріалом, шламо- та хвостосховища);
- Техногенні родовища кольорової та чорної металургії (шлами і шлаки);
- Техногенні родовища теплоелектростанцій (зола виносу і шлаки);
- Техногенні родовища хімічного виробництва (шлами).

За областями використання розрізняють:
- Техногенні родовища будівельної сировини;
- Техногенні родовища (за металом, що вилучається) — мідні, цинкові і т. д.
- Техногенні родовища змішаного типу.